# Saint-Yzans-de-Médoc
Saint-Yzans-de-Médoc – miejscowość i gmina we Francji, w regionie Nowa Akwitania, w departamencie Żyronda.
Według danych na rok 1990 gminę zamieszkiwało 427 osób, a gęstość zaludnienia wynosiła 37 osób/km² (wśród 2290 gmin Akwitanii Saint-Yzans-de-Médoc plasuje się na 769. miejscu pod względem liczby ludności, natomiast pod względem powierzchni na miejscu 964.).